# Gaster (Hautflügler)

Morphologie einer Arbeiterameise der Art Pachycondyla verenae mit Gaster als hinterstem Körperabschnitt

Als Gaster (von altgriechisch γαστήρ (gastér) = Bauch, Magen) bezeichnet man bei Taillenwespen (Apocrita), also den Hautflüglern mit „Wespentaille“, den mehr oder weniger bauchigen hinteren (distalen) Abschnitt des Hinterleibs, der auch die inneren Organe des Hinterleibs enthält. Je nach Spezies beginnt er mit dem zweiten, dritten oder vierten Segment des Hinterleibs.
In der Fachsprache schwankt das grammatische Geschlecht. Sowohl Femininum als auch Maskulinum ist möglich und üblich: die Gaster oder der Gaster.

## Aufbau
Die Einschnürung („Wespentaille“) trennt bei den Taillenwespen nur scheinbar den Hinterleib vom Thorax. Tatsächlich liegt sie zwischen dem ersten Hinterleibssegment, das mit dem Thorax zum Mesosoma verschmolzen ist, und dem zweiten Hinterleibssegment. Der so vom Mesosoma abgesetzte Teil des Hinterleibs wird Metasoma genannt. Bei manchen Arten sind das erste Segment (z. B. einige Grabwespen) oder auch die ersten beiden Segmente (bei Knotenameisen) des Metasomas als Stiel (Petiolus bzw. „Stielchenglied“, Postpetiolus) ausgebildet. Es können also weitere Einschnürungen bestehen, hinter denen erst der einheitlich bauchig gewölbte oder spindelförmig schmale Teil des Hinterleibs beginnt. Dieser hintere (distale) Teil wird als Gaster bezeichnet.
Die einzelnen Segmente, die die Gaster bilden, sind vor allem bei den Ameisen durch sehr dünne und flexible Intersegmentalmembranen getrennt. Dadurch können sich die einzelnen Gastersegmente je nach Füllgrad der inneren Organe durch die aufgenommene Nahrung teilweise stark dehnen.

## Belege
1. 1 2  Christophe Galkowski, Rumsaïs Blatrix, Philippe Wegnez, Monika Niehaus, Haupt Verlag: Die Ameisen Europas der Bestimmungsführer. 1. Auflage. Haupt, Bern 2019, ISBN 978-3-258-08127-4, S. 10.